# María Revuelto
María Revuelto Sánchez-Aguilera (27 de enero de 1982, Villar del Ala, Soria) es una jugadora española de baloncesto profesional. Participó con España en los Juegos Olímpicos de Pekín 2008 Con 1.79 de estatura juega de alero. Juega en el Stadium Venecia Zaragoza (2ºDivisión Aragonesa).

## Palmarés con la selección española
- Diploma olímpico (5º) Juegos Olímpicos de Pekín 2008.

## Trayectoria Deportiva
- |00/01   Liga Femenina 	CLUB B. CIUDAD DE BURGOS [B. CIUDAD DE BURGOS]
- |01/02 	Liga Femenina 	CLUB BALONCESTO NAVARRA [CBN]
- |02/03 	Liga Femenina 	C.D. BOSCO [REAL CLUB CELTA BANCO SIMEON]
- |03/04 	Liga Femenina 	C.D. BOSCO [REAL CLUB CELTA BANCO SIMEON]
- |04/05 	L.F. 	C.D. BOSCO [REAL CLUB CELTA VIGOURBAN]
- |05/06 	L.F. 	C.D. BOSCO [REAL CLUB CELTA VIGOURBAN]
- |06/07 	L.F. 	CLUB BALONCESTO SAN JOSE [ACIS INCOSA LEON]
- |07/08 	L.F. 	CLUB BALONCESTO SAN JOSE [CLUB BALONCESTO SAN JOSE]
- |08/09 	L.F. 	CLUB BALONCESTO SAN JOSE [CLUB BALONCESTO FEVE SAN JOSE]
- |09/10 	L.F. 	TXINGUDI S.B.E. [HONDARRIBIA - IRÚN]
- |10/11 	L.F. 	TXINGUDI S.B.E. [HONDARRIBIA - IRÚN]
- |11/12 	L.F. 	BASKET ZARAGOZA [MANN FILTER ZARAGOZA]
- |12/13 	L.F. 	UNION NAVARRA BASKET [UNB OBENASA ]
- |13/14 	L.F. 	A.E. SEDIS BASQUET [CADI - ICG SOFTWARE]
- |14/15   Aut.    STADIUM VENECIA ZARAGOZA